# Vărchovrăch
Vărchovrăch (bulgariska: Върховръх) är ett berg i Bulgarien.   Det ligger i regionen Smoljan, i den sydvästra delen av landet, 140 km sydost om huvudstaden Sofia. Toppen på Vărchovrăch är 1 719 meter över havet.